# 2824 Franke
2824 Franke eller 1934 CZ är en asteroid i huvudbältet, som upptäcktes 4 februari 1934 av den tyske astronomen Karl Wilhelm Reinmuth i Heidelberg. Den har fått sitt namn efter Ernst H. Franke.